# Conus sunderlandi
Espèce
Statut de conservation UICN

 LC  : Préoccupation mineure
Conus sunderlandi est une espèce de mollusques gastéropodes marins de la famille des Conidae.
Comme toutes les espèces du genre Conus, ces escargots sont prédateurs et venimeux. Ils sont capables de « piquer » les humains et doivent donc être manipulés avec précaution, voire pas du tout.

## Description
La longueur maximale enregistrée de la coquille est de 33 mm. 

## Distribution
Locus typicus : « Off Utila Isl, Bay Islands, Honduras ».
Cette espèce est présente dans la mer des Caraïbes au large du Honduras.

### Niveau de risque d’extinction de l’espèce
Selon l'analyse de l'UICN réalisée en 2011 pour la définition du niveau de risque d'extinction, cette espèce est endémique de la côte nord du Honduras et se trouve également au large de l'île d'Utila. Il n'y a pas de menaces connues. Cette espèce est classée dans la catégorie " préoccupation mineure ".

## Taxonomie

### Publication originale
L'espèce Conus sunderlandi a été décrite pour la première fois en 1987 par le malacologiste américain Edward James Petuch (d) dans « Charlottesville, Virginia: The Coastal Education and Research Foundation »,.

### Synonymes
- Conus (Dauciconus) sunderlandi Petuch, 1987 · appellation alternative
- Gradiconus sunderlandi (Petuch, 1987) · non accepté